# Пол Гийом
Пол Гийом (на френски: Paul Guillaume) е френски психолог и последовател на гещалт психологията.

## Биография
Роден е през 1878 година в Шомон, Франция. Докато преподава в Сорбоната, той разпространява гещалт психологията във Франция чрез книгата си от 1937 г. „Психологията на формата“. Интересува се от областите на психофизиологията, зоопсихологията и детската психология.
Умира през 1962 година в град Лан на 83-годишна възраст.